# 控訴 (電影)
《控訴》（英語：Inocente）是一部由尚‧范恩和安德莉雅·尼克絲·范恩於2012年执导的的紀錄短片。这部影片获得了第85屆奧斯卡金像獎最佳紀錄短片獎，故事讲述一个来自美國加利福尼亚州的15岁无家可归小女孩励志要成为艺术家。
这部影片的部分资金是兩名導演於2012年7月透過集體資助网站Kickstarter籌得的，共得到294名用戶的支持、5萬美元的籌款。

## 外部网站
- 官方网站
- 互联网电影数据库（IMDb）上《控訴》的资料（英文）